# Коце Михайлов
Коце Михайлов Апостолов Мечкаров е български революционер, деец на Вътрешната македонска революционна организация.

## Биография
Коце Михайлов е роден през 1894 година в Щип, тогава в Османската империя. Завършва III клас. Брат е на войводата на ВМОРО Панчо Михайлов.
През Балканската война и Междусъюзническата война служи като доброволец в 2-ра и Нестроевата рота на 3-а солунска дружина и 15-а щипска дружина на Македоно-одринското опълчение.
След войните е четник е на Симеон Клинчарски в 1914 година и на Дончо Ангелов в 1915 година.
По-късно е служител на Обществена безопасност и в Дирекция на полицията.
След Деветосептемврийския преврат в 1944 година е осъден на смърт от така наречения Народен съд.